# Tarif sacrificiel

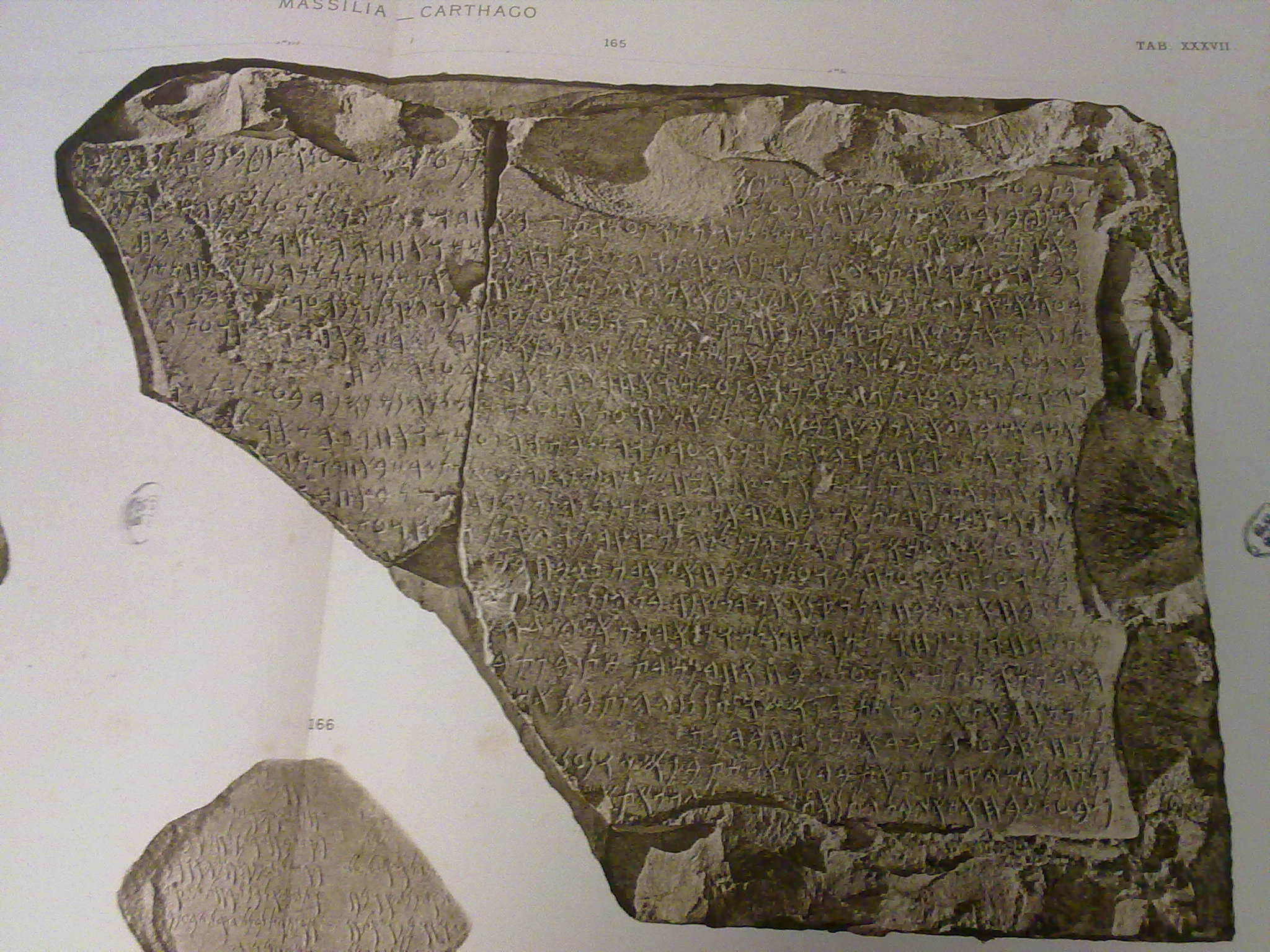
Le Tarif de Marseille, planche du Corpus Inscriptionum Semiticarum

Un tarif sacrificiel est un type de document épigraphique issu de la civilisation carthaginoise, dont le mieux conservé fut découvert au milieu du XIXe siècle à Marseille. Ce document est considéré comme provenant du site archéologique de Carthage. Cette pièce en calcaire est exposée depuis mars 2019 au musée d'archéologie méditerranéenne de Marseille.
Le document figure une liste hiérarchisée des offrandes aux divinités, Ba'al en particulier, et la partie de l'offrande devant revenir aux desservants du culte.
Cette tradition fut perpétuée dans l'Afrique romaine, en particulier dans le culte rendu à Saturne africain.